# 핫타쇼촌
핫타쇼촌(일본어: 八田荘村)은 일본 오사카부 오토리군·센보쿠군에 설치되었던 촌이다. 현재의 사카이시 니시구와 나카구의 일부에 해당한다.